# Croton rectipilis
Croton rectipilis är en törelväxtart som beskrevs av Léon Camille Marius Croizat. Croton rectipilis ingår i släktet Croton och familjen törelväxter. Inga underarter finns listade i Catalogue of Life.